# Tama (Argentina)
Villa del Rosario de Tama,  o simplemente Tama, es la localidad cabecera del departamento General Ángel V. Peñaloza, en la provincia de La Rioja, Argentina. Está ubicada a unos 8 km de la ruta provincial 29, aproximadamente en la ubicación 30°30′28″S 66°32′43″O / -30.50778, -66.54528.
La localidad cuenta con tres establecimientos educativos desde el nivel inicial al medio, un museo y un hospital que cubre las necesidades de atención de mediana complejidad del distrito.

## Toponimia
Según algunas opiniones, el nombre de la localidad deriva de la presencia de tamarindos aclimatados al lugar.

## Geografía

### Emplazamiento
Tama se encuentra a una distancia de aproximadamente 150 km de la ciudad de La Rioja y a unos 1080 km de la ciudad de Buenos Aires.

Está ubicada dentro de la llamada zona de Los Llanos, en el sureste de la provincia, sobre el lateral occidental de la sierra de los Llanos en una zona de aguadas y pastizales lo que permitió históricamente la cría extensiva de ganado.

### Población
Cuenta con 1,164 habitantes (Indec, 2010), lo que representa un incremento del 8,8% frente a los 1,070 habitantes (Indec, 2001) del censo anterior.
| Gráfica de evolución demográfica de Tama entre 1960 y 2010 |
|                                                            |
| Fuente: Censos nacionales del INDEC                        |

## Historia
A la llegada de los conquistadores españoles a fines de siglo XVI la zona se encontraba poblada por los aborígenes de la nación llamada olongastas. Según algunas versiones, religiosos dominicos llegaron a Tama en 1586, cinco años antes de la fundación de la capital provincial. De acuerdo a las mismas fuentes, se trató de frailes procedentes de la región de Chquisaca, actual Bolivia. 
A mediados del siglo XVII se radica en la zona el Capitán Pedro Sánchez de Balderrama junto con su familia construyendo un oratorio en su estancia la cual tenía su cabecera a 5 kilómetros de la actual ubicación y la que tenía por rubro la cría de vacunos y mulares.
Consta que para 1767 ya estaba construida una iglesia principal la cual fue erigida a la categoría de parroquia cabecera del curato de los Llanos y de la cual dependían administrativamente varias viceparroquias de las localidades cercanas.

## Sitios de interés
- Talampayita: Se trata de una formación de alrededor de 1 km de extensión, ubicada a poca distancia de la localidad, con geoformas producto de la erosión que en pequeña escala se asemejan a las de Talampaya.
- Iglesia Nuestra Señora del Rosario
- Casa de Abel Juan Bazán y Bustos

## Parroquias de la Iglesia católica en Tama
| Diócesis  | La Rioja                   |
| --------- | -------------------------- |
| Parroquia | Nuestra Señora del Rosario |

## Sismicidad
La sismicidad de la región de La Rioja es frecuente y de intensidad baja, y un silencio sísmico de terremotos medios a graves cada 30 años en áreas aleatorias.